# Die 10 …
Die 10 … (auch Die zehn …) war eine Rankingshow des deutschen Privatsenders RTL. Sie wurde von 2008 bis 2019 von RTL News GmbH produziert. Mit Die 25 … bekam die Sendung ein vom Konzept her gleiches Spin-off, das ebenfalls bei RTL ausgestrahlt wird. Am 13. Februar 2013 wurde die 100. Folge gesendet. Die letzte Folge wurde im November 2019 ausgestrahlt.

## Inhalt
In jeder Sendung geht es um ein Thema, beispielsweise Die zehn größten Skandale, die in der etwa einstündigen Sendung nach und nach präsentiert werden. Dabei konnte anfangs per Internetvoting über verschiedene Themen, beispielsweise die größten Skandale, abgestimmt werden. In einem Countdown werden diese den Fernsehzuschauern präsentiert.

## Moderation
Die Rankingshow wurde 2003 einmalig vor Publikum von Oliver Geissen präsentiert und von 2005 bis 2019 von Sonja Zietlow moderiert.